# Nomos Koryntia

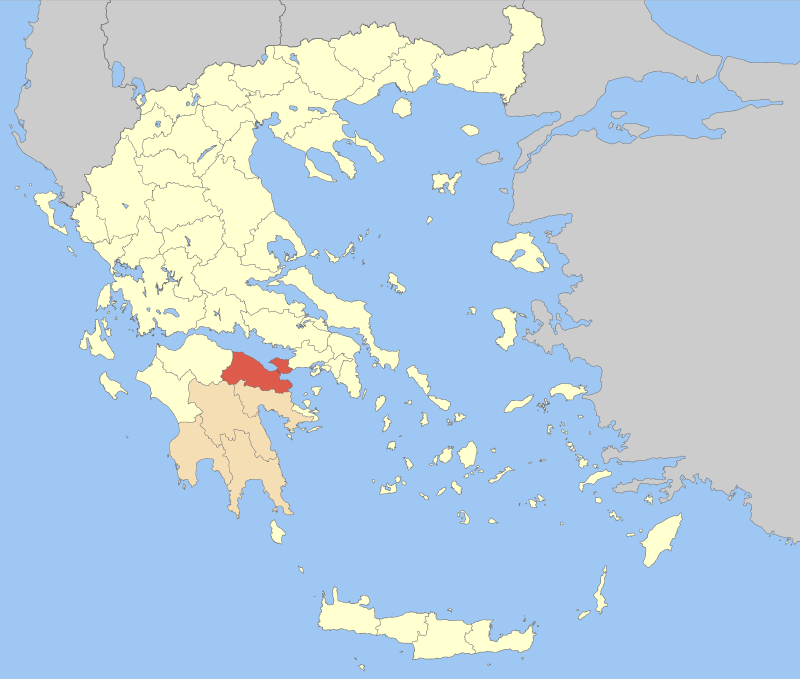
Nomos Koryntia

Koryntia (nowogr. Κορινθία) – do końca 2010 roku nomos w Grecji, w północno-wschodniej części Peloponezu, ze stolicą w Koryncie. Graniczył od zachodu z Achają (region Grecja Zachodnia), od południowego zachodu z Arkadią, od południa z Argolidą (region Peloponez), od północnego zachodu z Attyką Zachodnią (region Attyka). Od północy prefektura ograniczona była Zatoką Koryncką, a od wschodu Zatoką Sarońską. Powierzchnia prefektury wynosiła 2,290 km² i zamieszkiwało ją ok. 154 tys. osób (stan z roku 2001).